# Contea di Halifax (Virginia)
La contea di Halifax (in inglese Halifax County) è una contea dello Stato della Virginia, negli Stati Uniti. La popolazione al censimento del 2000 era di 37 355 abitanti. Il capoluogo di contea è Halifax.